# Radojica Marinković
Radojica Marinković, serb. Радојица Маринковић (ur. 1971) – serbski sztangista i strongman.
Mistrz Europy Centralnej Strongman w Parach 2008.

## Życiorys
Radojica Marinković był Mistrzem Serbii w podnoszeniu ciężarów.
Pracuje jako funkcjonariusz policji.
Mieszka w mieście Bačka Palanka.
Wymiary:
- wzrost? cm
- waga? kg

## Osiągnięcia strongman
- 2007
  - 3. miejsce – Mistrzostwa Europy Centralnej Strongman w Parach 2007
  - 3. miejsce – Puchar Europy Par Strongman WP 2007
- 2008
  - 10. miejsce – Liga Mistrzów Strongman 2008: Subotica
  - 1. miejsce – Mistrzostwa Europy Centralnej Strongman w Parach 2008
- 2009
  - 10. miejsce – Liga Mistrzów Strongman 2009: Subotica